# Erwin Panofsky
Erwin Panofsky, né le 30 mars 1892, à Hanovre, alors dans l'Empire allemand, et mort le 14 mars 1968, à Princeton aux États-Unis, est un historien de l'art, universitaire et essayiste d'origine allemande exilé aux États-Unis en 1933.

## Biographie
Erwin Panofsky étudie à l'université de Fribourg-en-Brisgau, à Berlin et à celle de Munich. L'université de Fribourg accepte sa thèse de doctorat en théorie de l'art sur Albrecht Dürer en 1914. Il épouse en 1916 l'historienne de l'art Dora Mosse (1885-1965). En 1921, l'université de Hambourg, fondée en 1919, le nomme privat-docent, puis professeur en histoire de l'art en 1927. Il travaille à l'Institut Warburg, fondé en 1921 par Aby Warburg, et contribue à sa reconnaissance internationale après la mort de Warburg en 1929. À l'Institut Warburg, il fréquente l'historien de l'art Fritz Saxl et le philosophe Ernst Cassirer. En 1933, l'adoption par le régime nazi des lois sur le rétablissement du système des fonctionnaires de profession le contraint à quitter son poste en raison de ses origines juives ; il émigre aux États-Unis, où il avait déjà fait plusieurs séjours. Selon Ernst Gombrich, il qualifiera cet épisode d'expulsion vers le Paradis terrestre. Panofsky enseigne à l'université de New York et plus tard à l'université de Princeton (New Jersey).

## L'iconologie

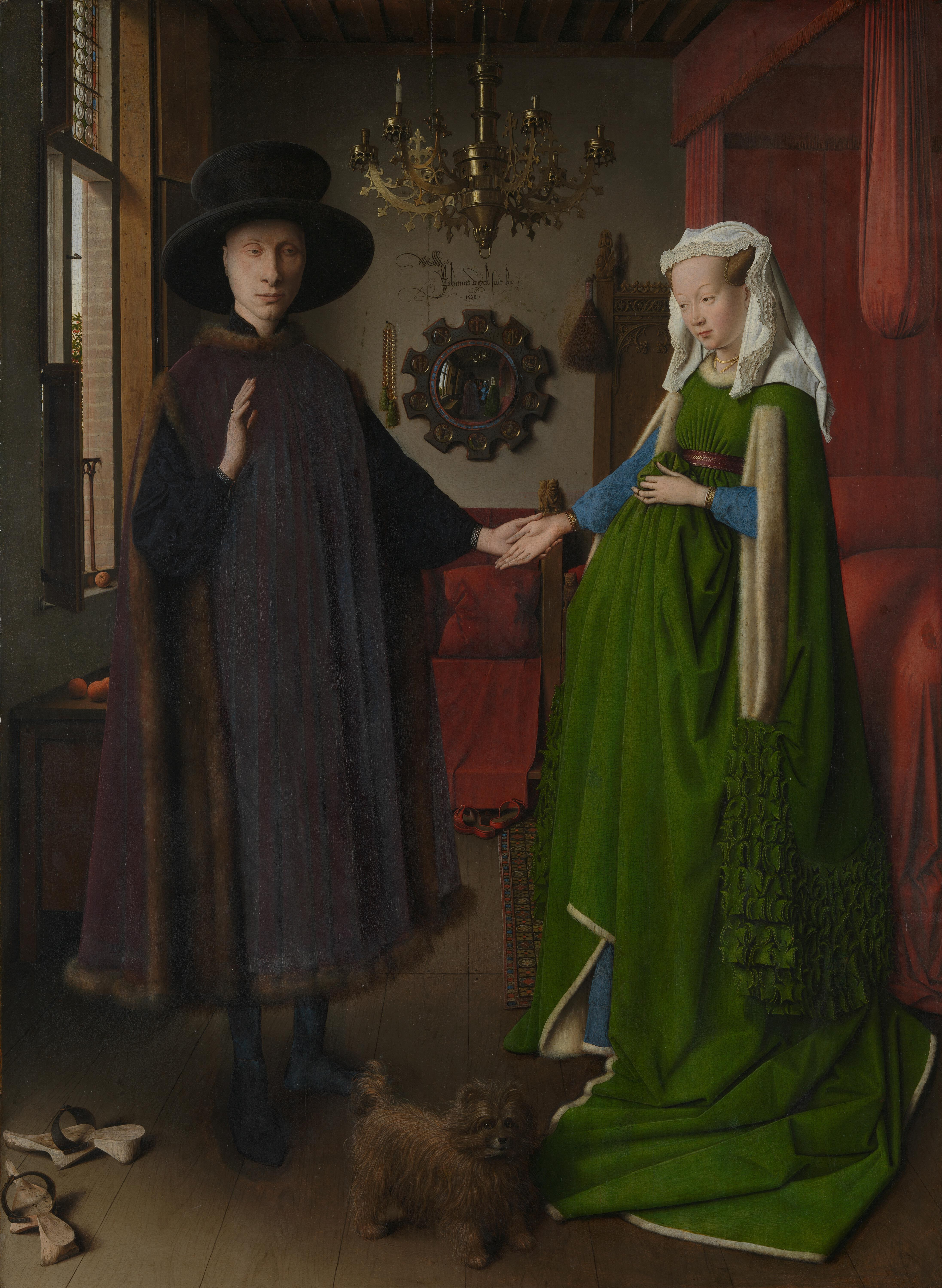
Portrait des Arnolfini, Jan van Eyck, 1434

Panofsky fut le plus éminent représentant de l'iconologie, méthode d'étude de l'histoire de l'art créée par Aby Warburg et ses disciples, en particulier Fritz Saxl, à l'Institut Warburg de Hamburg. Une amitié personnelle et professionnelle le liait à Fritz Saxl en collaboration avec lequel il produisit une grande partie de son œuvre. Il donna une description courte et précise de sa méthode dans son article Iconographie et Iconologie.
Panofsky se fait connaître pour ses études d'iconologie dans un article publié en 1934. Il publie ensuite Les Primitifs flamands, dans lequel il décrit pour la première fois le tableau de Jan van Eyck, Le Portrait des époux Arnolfini, comme la représentation d'une cérémonie privée de mariage pour servir de contrat. Il y indique toute une série de détails qui connotent tous l'idée de mariage. La peinture est ainsi considérée, au-delà de son genre et de son sujet indiqués par son titre, comme une accumulation de signes indiquant une idée, à la manière d'un rébus, que l'on peut décrypter en connaissant les codes en vigueur à l'époque de sa réalisation, et aussi comme une collection de symboles qui participent d'un réseau d'associations mentales plus vastes, floues, individuelles et qui perdent leur puissance lorsqu'on les explicite. Ces analyses au fond opposées se succèdent et coexistent dans les textes de Panofsky.
Les recherches de Panofsky sur ce qu'il appelait le symbolisme caché des choses[réf. souhaitée] s'opposent, pour la méthode, à celles des historiens de l'art des écoles d'Heinrich Wölfflin ou d'Henri Focillon qui ne s'appuient que de manière secondaire sur l'érudition, s'en tenant à l'analyse formelle et stylistique propre à leur discipline.

## La Perspective comme forme symbolique
Panofsky demeure une référence pour son application à l'art de la Renaissance du concept de forme symbolique, élaboré par Ernst Cassirer pour penser les rapports entre les formes de pensée religieuse ou artistique et scientifique. Une forme symbolique est une notion qui, par les associations qu'elle suscite, transforme l'ensemble de la façon de voir collective des cultures qui la mettent en œuvre.
La Perspective comme forme symbolique comporte deux parties :
1. Une partie théorique postulant que la perspective de la Renaissance s'appuie sur une philosophie de l'espace qui est elle-même solidaire d'une philosophie de la relation entre le sujet et le monde. Dire que la perspective est une forme symbolique, c'est dire que l'irruption de la représentation perspective et des méthodes qui permettent de la dessiner a transformé la façon européenne de considérer l'espace et la relation entre le sujet et le monde.
2. Une partie historique examinant la façon dont les artistes précédents, de l'époque romaine au Moyen Âge, ont conçu le problème de la représentation des objets dans l'espace et de l'espace lui-même.

## Notions particulières

### Imago pietatis
Panofsky distingue dans l’imago pietatis trois niveaux d'interprétation : l'image de dévotion, l'image historique à caractère scénique et l'image de représentation à caractère hiératique ou culturel.

### Habitus
Pierre Bourdieu a systématisé la notion d’habitus notamment à partir des travaux d'Erwin Panofsky, comme en témoigne la postface qu'il donne en 1967 à Architecture gothique et pensée scolastique, qu'il a traduit en français.

## Publications
Par date de première publication :
- (de) Die theoretische Kunstlehre Albrecht Dürers (Dürers Ästhetik), Berlin, Reimer, 1914.
- (de) Idea : Ein Beitrag zur Begriffsgeschichte der älteren Kunsttheorie, Leipzig/Berlin, B. G. Teubner, 1924, 145 p. ; en fr. : Idea. Contribution à l'histoire du concept de l'ancienne théorie de l'art (trad. Henri Joly), Paris, Gallimard, 1984.
- (de) Die Deutsche Plastik des elften bis dreizehnten Jahrhunderts, Munich, Wolff, 1924.
- La Perspective comme forme symbolique (1924), 1927, rééd. 1975 aux Éditions de Minuit  (ISBN 2-7073-0091-8)
- (de) « Imago Pietatis. Ein Beitrag zur Typengeschichte des Schmerzenmanns und des Maria Mediatrix », dans Festschrift für Max Jakob Friedländer zum 60. Geburtstage, Leipzig, 1927, p. 261-308.
- Hercule à la croisée des chemins et autres matériaux figuratifs de l'Antiquité dans l'art plus récent (1930), traduit par Danièle Cohn, Flammarion, 1999.
- Essais d’iconologie : thèmes humanistes dans l'art de la Renaissance (Studies in iconology, 1939), traduit de l'anglais par C. Herbette et B. Teyssèdre, présenté et annoté par Bernard Teyssèdre, Paris, Gallimard, 1967.
- The History of Art as Humanistic Discipline (1940).
- La Vie et l’Art d’Albrecht Dürer (The Life and Art of Albrecht Dürer, Princeton, 1943), traduit par Dominique Le Bourg, Hazan 2012.
- Architecture gothique et pensée scolastique (1951) ; traduction française et postface de Pierre Bourdieu aux éd. Minuit, coll. « Le sens commun », 1967  (ISBN 2-7073-0036-5, 2-7073-0036-5 et 978-2-7073-0036-2).
- Les Primitifs flamands (Early Netherlandish Painting, 1953). Paris:Hazan 2010.
- Galilée critique d'art, trad. de Galileo as a critic of the arts (La Haye : Nijhoff, 1954) et préf. par Nathalie Heinich. suivi de Attitude esthétique et pensée scientifique, par Alexandre Koyré Paris:Les Impressions nouvelles, 2001.
- avec Dora Panofsky, La Boîte de Pandore (Pandora's box, the changing aspects of a mythical symbol, 1956) ; trad. de l'anglais par Maud Sissung, Paris:Hazan, 1990.
- La Renaissance et ses avant-courriers dans l’art en Occident (Renaissance and Renascences in Western Art, 1960) ; traduit par Laure Meyer, Paris:Flammarion, 1976, réed. 2008.
- L'Œuvre d’art et ses significations (Meaning in the Visual Arts, 1955), traduit de l'anglais par Marthe et Bernard Teyssèdre avec une présentation de Bernard Teyssèdre, Paris:Gallimard, 1969.
- Le Titien. Questions d'iconographie (1969). Paris:Hazan 2009.
- La Sculpture funéraire : de l'ancienne Égypte au Bernin, traduit de Tomb sculpture: four lectures on its changing aspects from ancient Egypt to Bernini par Dennis Collins, Paris:Flammarion, 1995.
- Trois essais sur le style (« Qu’est-ce que le baroque ? », conférences de 1935 ; « Style et matière du septième art » (1934-1937) ; « Les antécédents idéologiques de la calandre de Rolls-Royce », 1963), rassemblés et présentés par Irving Lavin ; avec un texte de William S. Heckscher ; trad. de l'anglais par Bernard Turle, 3e éd. rev. et augm., le Promeneur, 1996.
- Peinture et dévotion en Europe du Nord à la fin du Moyen Âge; présentation par Daniel Arasse ; trad. de l'allemand et de l'anglais, Paris: Flammarion
- avec Fritz Saxl, La Mythologie classique dans l'art médiéval, trad. de Sylvie Girard, Saint-Pierre-de-Salerne:G. Monfort, 1990